# Plesiomma loewi
Plesiomma loewi là một loài ruồi trong họ Asilidae. Plesiomma loewi được Artigas & Papavero miêu tả năm 1993.